# 米沢ラーメン
米沢ラーメン（よねざわラーメン）は、山形県米沢市周辺で供されるラーメン（ご当地ラーメン）。「米沢らーめん」の表記は地域団体商標登録（登録商標第5467437号）が行われている。

## 概要

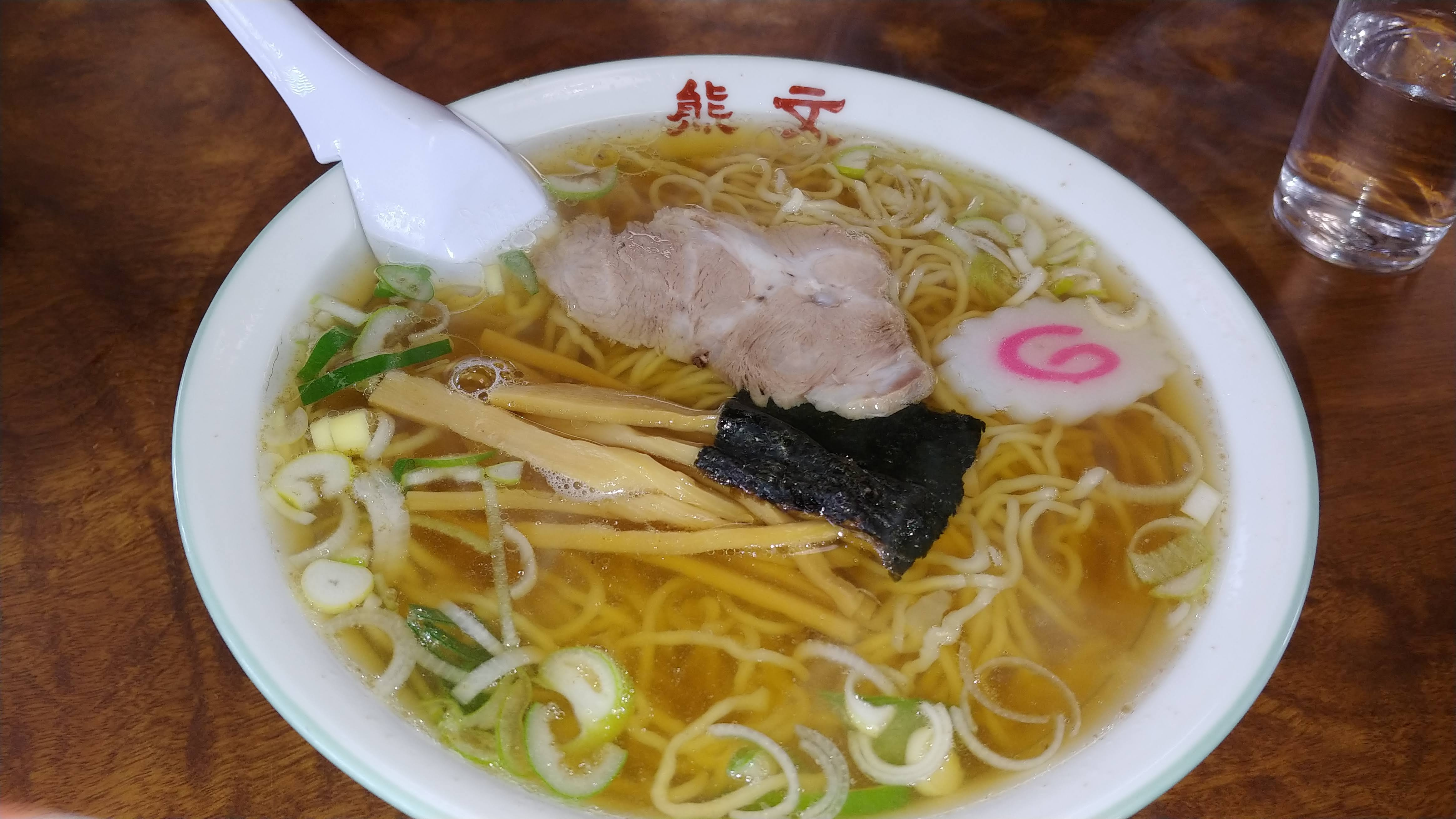
米沢ラーメン（米沢市　熊文にて撮影）

細打ち縮れ麺とあっさりとした醤油味のスープが特徴。出汁は野菜や鶏ガラ、煮干しなどを使う店が多い。
1920年代に、米沢に居住していた中国人が始めた中華そば屋台が原形という。後に、東京の精養軒で修行したコックが「手揉み」による縮れ麺を発案するなどの改良を加え、現在の特徴が形成された。
米沢市内だけでも（米沢ラーメン以外の店も含めて）100軒を超えるラーメン店があり、ほとんどの店舗で「ラーメン」ではなく「中華そば」と呼んでいる。米沢ラーメンの名を掲げるチェーン店も存在する。
米沢ラーメンを出している店同士で「米沢そんぴん会」を結成している（「そんぴん」とは米沢の方言で「頑固で意地っ張りなこと」という意味）。